# Майерлинг (фильм, 1968)
«Ма́йерлинг» (англ. Mayerling) — французско-британский исторический художественный фильм, поставленный в 1968 году режиссёром Теренсом Янгом по одноимённому роману Клода Ане. В основе фильма — реальные исторические события. В главных ролях — Омар Шариф и Катрин Денёв.
Премьера фильма состоялась 19 сентября 1968 года.

## Сюжет
Австрия, конец 1880-х годов. Кронпринц Рудольф придерживается либеральных взглядов на прогрессивную политику своей страны, в результате чего у него происходят постоянные разногласия с отцом — императором Францем-Иосифом. Императрица Елизавета старается понять сына, но предостерегает от радикальных действий. Рудольф поддерживает отношения с принцем Уэльским, будущим королём Великобритании Эдуардом VII. Кронпринц чувствует, что он — человек, родившийся не в то время в стране, которая не осознаёт необходимость социальной реформы. Рудольф находит убежище от брака без любви с принцессой Стефанией с возлюбленной — баронессой Марией Вечера. Их безвременная кончина 30 января 1889 года в Майерлинге — небольшом охотничьем замке недалеко от Вены — окутана тайной, но финал фильма предполагает, что влюблённые совершили самоубийство, когда поняли, что Габсбурги не позволят им быть вместе.

## В ролях
- Омар Шариф — кронпринц Рудольф (советский дубляж — Александр Демьяненко)
- Катрин Денёв — Мария Вечера (советский дубляж — Галина Теплинская)
- Джеймс Мэйсон — император Франц Иосиф I (советский дубляж — Бруно Фрейндлих)
- Ава Гарднер — императрица Елизавета (советский дубляж — Майя Блинова)
- Джеймс Робертсон Джастин — Эдуард, принц Уэльский (советский дубляж — Игорь Дмитриев)
- Женевьев Паж — графиня Лариш
- Андреа Паризи — принцесса Стефания
- Шарль Мийо — граф Тааффе
- Бернар Ла Жарриж — Лошек
- Мони Дальмес — баронесса Вечера
- Лин Шардонне — Анна Вечера
- Мони Дальмес — Хелен Вечера
- Фабьен Дали — Мицци Каспар
- Жак Бертье — эрцгерцог Иоганн Сальватор

## Съёмочная группа
- Режиссёр: Теренс Янг
- Продюсеры: Роберт Дорфман, Морис Жакен
- Сценаристы: Мишель Арнольд, Денис Кеннан, Жозеф Кессель, Теренс Янг по роману Клода Ане[фр.]
- Оператор: Анри Алекан
- Композитор: Франсис Ле
- В фильме использована музыка адажио композитора Арама Ильича Хачатуряна из балета «Спартак»
- Художник-постановщик: Жорж Вакевич
- Художники: Морис Колассон, Тони Роман
- Художник по костюмам: Марсель Эскофье
- Монтажёр: Моника Бонно

## Номинации
- 1970 — номинация на «Золотой глобус» в категории «Лучший иностранный фильм на английском языке»

## Издание на видео
- В СССР фильм неоднократно демонстрировался в кинотеатрах, был профессионально переведён и дублирован на русский язык.
- Во Франции и некоторых других странах выпущен на DVD.